# Муминтролове
Муминтроловете са главните герои в поредица от книги и комикси на финландската писателка Туве Янсон. Те са семейство скандинавски троли. Бели, закръглени, с малки уши и лапички, с големи глави, муминтроловете наподобяват хипопотами. Семейството живее в своята къща в Муминската долина, измислена долина във Финландия. Временно обитават морски фар и театър. Татко Мумин, Мама Муминка и техният син Муминтрол съжителстват с много чудновати същества. Сред тях са приятелите на Муминтрол Сниф и Снусмумрик, а също и Снорк, госпожица Снорк, Мюмлата, Малката Мю и др.
За приключенията на муминтроловете са правени многобройни телевизионни сериали, а също и филм.

## Книги за Муминтроловете
Книгите за муминтроловете са първоначално публикувани на шведски. Превеждани са на над 30 езика.
Първата е определяна като „въвеждаща“, защото повечето от главните герои се появяват в следващите осем книги. На български са преведени и издадени всички книги от поредицата.
- (въвеждаща) Småtrollen och den stora översvämningen (1945) [Издадена на български през 2011 г. под заглавие „Малките тролове и голямото наводнение“, изд. „Дамян Яков“]
- 1. Kometjakten (1946) – „Кометата идва“
- 2. Trollkarlens hatt (1948) – „Цилиндърът на Магьосника“
- 3. Muminpappas bravader (1950) – „Корабът на вселените (Мемоарите на Татко Мумин)“
- 4. Farlig midsommar (1954) – „Тайнството на юни“
- 5. Trollvinter (1957) – „Омагьосана зима“
- 6. Det osynliga barnet och andra berättelser (1962) – „Невидимото дете“
- 7. Pappan och havet (1965) – „Татко Мумин и морето“
- 8. Sent i November (1970) – „В края на ноември“

Освен тях има и четири книги с картинки:
- Hur gick det sen? (1952)
- Vem ska trösta Knyttet? (1960)
- Den farliga resan (1977)
- Skurken i Muminhuset (1980)

## Комикси за Муминтроловете
Муминтроловете са герои и на комикси. За първи път се появяват в популярния английски вестник The Evening News през 1954 г. Туве Янсон сама рисува и пише комиксите. След като тя губи вдъхновението си през 1959 г., нейният брат Ларш Янсон, който може да имитира напълно стила ѝ, продължава проекта сам до 1975, когато излиза последният комикс.
Комиксите са писани на английски, а впоследствие са превеждани и на други езици.

## Телевизионни сериали и филми за Муминтроловете
Историите за муминтроловете са екранизирани многократно.
Направени са 9 телевизионни сериали и един филм:
- Die Muminfamilie („Семейството на Муминтроловете“, Германия, 1959–1961)
- Mumintrollet („Муминтрол“, Швеция, 1969)
- Tove Jasson no Tanoshii Mūmin Ikka („Муминтрол“, Япония, 1969–1970)
- Shin Muumin („Новият Муминтрол“, Япония, 1972)
- Мумми-тролль („Муминтрол“, СССР, 1978)
- Opowiadania Muminków („Истории за Муминтролове“, Полша, 1977–1982)
- Шляпа волшебника („Шапката на вълшебника“, СССР, 1980–1983)
- Tove Jasson no Tanoshii Mūmin Ikka („Симпатичното Муминско семейство на Туве Янсон“, Япония, 1990–1991)
- Tanoshii Moomin Ikka: Bōken Nikki („Симпатичното Муминско семейство: Приключенски дневник“, Япония, 1991–1992)
- Tanoshii Moomin Ikka: Muumindani no Suisei (филм) („Симпатичното Муминско семейство: Комета в земята на Муминтроловете“, Япония, 1992)

## Муминтролска музика
В книгите за муминтроловете, често са описвани музикалните занимания на героите, особено тези на Снусмумрик, който свири на хармоника. Тези песни са за първи път са чути от публика, когато муминтроловете излизат на живо на театралната сцена в Стокхолм. Режисьорката Вивиан Бандлер казва на Янсон през 1959 г.: „Виж, хората тук искат песни.“ 
Ерна Тауро, пианистка и композиторка в Хелзинки, написва музика към текстове за песни на Янсон. Първата подборка включва шест песни: „Песен на Муминтрол“ (Mumintrollets visa, Muumipeikon laulu), „Песен на Малката Мю“ (Lilla Mys visa, Pikku Myyn laulu), „Песен на г-жа Филифьонка“ (Fru Filifjonks sång, Rouva Vilijonkan laulu), „Мъдрите думи на театралния плъх Ема“ (Teaterråttan Emmas visdomsord, Teatterirotta Emman laulu), „Жалбата на Мисата“ (Misans klagolåt, Miisan valituslaulu) и „Финална песен“ (Slutsång, Loppulaulu).
Още песни са публикувани през 60-те и 70-те на XX век, когато Туве Янсон, а по-късно и нейният брат Лаш, правят сериал за муминтроловете за шведската телевизия. Простичките, въздействащи мелодии са добре приети от театралната и телевизионната публика. Първите песни са изпълнявани акапелно или с акомпанимент на пиано. Най-известните песни са тези на Муминтрол и на Малката Мю; те обаче не се срещат в нито една от оригиналните книги от поредицата.
Интерпретации на историите за муминтроловете за малкия екран са правени в Полша, Великобритания и Япония. Всяка от тях има своя оригинална музика, но без текст от Туве Янсон. Песните в тези филми са издържани в стил детска поп музика и силно се различават от картинния духовит лиризъм на Янсон, а също и от скандинавското звучене на музиката на Една Тауро.
Пълна колекция от оригиналните песни на Янсон и Тауро е записана за първи път през 2002 от композитора Мика Pohjola на CD (Muminröster Архив на оригинала от 2008-12-05 в Wayback Machine.), в памет на починалата Туве Янсон. Тауро умира през 1993 и някои от последните текстове на Янсон са аранжирани от Pohjola. Той също така аранжира всички песни за вокален ансамбъл и за камерен оркестър. Запис на същата версия, но на финландски (Muumilauluja) излиза през 2005. Текстовете на финландски са преведени от Кирсти Кунас и Векси Салми. 